# Ветово
Вѐтово (местно произношение: Вя̀тово) е град в Северна България, област Русе, административен център на община Ветово, 3-ти по население в областта след Русе и Бяла. По данни на ГРАО към 15 юни 2023 г. в града живеят 4565 души по настоящ адрес и 5607 души по постоянен адрес.

## География
На няколко километра се намира природният парк.
Води
През територията на община Ветово протичат подпочвени реки, което дава възможност за направата на дълбокосондажни кладенци „Кайнака“ в град Ветово и сондажни кладенци в местността „Курторман“ между Глоджево и Ветово.
Покрай землището на Ветово, на около 2 километра от града, служейки за граница със землището на Цар Калоян, тече река Бели Лом, която при село Писанец се събира с Царкалоянската река и по-надолу, след сливането ѝ с Черни Лом, става река Русенски Лом.
Изкопаеми
В местността Башака по поречието на Бели Лом се намират най-богатите залежи на каолин на Балканския полуостров. Пластовете са дълбоки повече от 8 метра. От каолина се произвежда керамика, порцелан и стъкло, които се изнасят в Австрия, Италия и Германия.
Население
Населението е главно от българи, турци, кримски татари, и цигани - турски цигани, както и една от главните общности на бургуджиите, които изповядват християнската религия и основно са железаро-ковачи.
| 1934 г.   | 1946 г.   | 1956 г.   | 1965 г.   | 1975 г.   | 1985 г.   | 1992 г.   | 2001 г.   | 2011 г.   |
| 5327 души | 4989 души | 4969 души | 5372 души | 5532 души | 5589 души | 5287 души | 5000 души | 4417 души |

1880 г. – 1803 души
1887 г. – 2170 души
1892 г. – 2430 души
1900 г. – 2686 души
1905 г. – 3209 души
1910 г. – 3506 души

## История
Ветово е древно селище. Споменава се в османотурски извор от 1530 г. като част от Никополския санджак.
По време на Балканската война през 1912 година 3 души от Ветово се включват като доброволци в Македоно-одринското опълчение.
До Освобождението във Ветово живеят много малка част българи. Първата компактна група българи идва във Ветово през 1880 г. от село Топчии, Разградско (общо 14 семейства). После през 1880-те години идват и други български семейства от селата Нисово, Костанденец, Божичен, Осенец, Кривня, Иваново, Червен. Татарите (кримски татари) идват във Ветово още след Кримската война (1853 – 1856). Ветовският краевед и поет Димитър Христов Ковачев (Димитър Вятовски) допуска, че има още няколко вълни през 1860-те. Обща характеристика на селото прави Емине Махмудова Абдиева (1858 – 1954), жителка на Ветово, през 1870-те години:
Село Ветово е било разположено само в махала Долна и в част от сегашната махала Копеле. В него живеели няколко фамилии: Караахмедови, Кьомюрджиеви, Махмудови, Пехливанови, Карапанлиеви, Писанцалиеви, Янъкови, Камберови и други... Тогава тези фамилии са ползвали само два кладенеца, които по онова време се намирали в края на селото.
Предполага се, че първото училище във Ветово е турското училище, но от кога е съществувало не се знае. Първоначално обучението ставало в джамиите, където е имало специални стаи. Сред първите учители в турското училище е Сали Пехливанов. От 1 януари 1947 г. Частното турско основно училище става Държавно турско основно училище „Назъм Хикмет“. През 1880 г. в селото е основано и първото българско училище, което се помещавало в частна къща. Пръв учител бил даскал Минчо, който бил учител и шивач. Други учители в това училище са били Станчо Друмев Джамбазов (1882 – 1883) и Иван Пинтев (1883). През 1884 г. започнало строежът на сградата на училището, като средствата се осигуряват чрез дарения. През 1885 г. строежът е завършен и учебната 1885 – 1886 г. занятията се провеждат в новото училище. На 22 декември 1900 г. в сградата пламнал пожар, който унищожил всичко. През 1912 г. поради нарастващия брой на учениците възниква и първоначалното училище „Христо Ботев“. През 1920 – 1921 г. е открита и прогимназията „Васил Левски“, която на 5 септември 1953 г. се обединява с начално училище „Хр. Г. Данов“ под името НОУ „Васил Левски“. На 1 януари 1960 г. НОУ „Васил Левски“ се обединява с НОУ „Назъм Хикмет“. Друго училище, което е съществувало във Ветово е Допълнителното земеделско училище, разкрито на 5 ноември 1939 г.
Народно читалище „Селска пробуда“ е учредено в с. Ветово на 22 февруари 1909 г. като член на Русенския околийски читалищен съюз и Върховния читалищен съюз. Читалището има библиотека и читалня, урежда сказки и четения, литературно-музикални вечеринки и утра, театрални представления, вечерни и неделни образователни и професионални курсове. В читалището се организират художествени и промишлено-стопански изложби, екскурзии за членовете. По време на Първата световна война читалището временно прекратява дейността си, поради мобилизацията на всички членове, но на 22 декември 1918 г. тя е възстановена. Читалище „Селска пробуда“ продължава дейността си и след 1944 г. До 1950 г. издръжката на читалището идва от наемите на читалищните ниви. През 1954 г. читалището се преименува на „Н. Й. Вапцаров“.
Джамията, намиращата се в центъра на града, е построена около 1667 г. Нейното минаре е срутено след земетресението от 1977 г. През 1903 г. с общи усилия на всички етноси от Ветово е построена църквата „Св. Иван Рилски“. През 1925 г. е построена джамия в татарската махала.
Към края на XIX в. и началото на ХХ в. във Ветово се създава местната структура на политическата партия БЗНС (през 1899 г.) от Стойко Йорданов и Станчо Андреев. През 1900 г. главно в Североизточна България се провеждат масови протести на селяните, които се противопоставят срещу натуралния данък, въведен от правителството на Тодор Иванчов (1899 – 1901 г.). В Русенски окръг сражения между селяните и войската стават в с. Тръстеник, където се събират 4 – 5 хиляди души от съседните села, включително и от Ветово.
Идеите на комунизма във Ветово идват с Георги Михайлов Георгиев (Арабаджи Георги), преселил се в селото от Осенец през 1903 г. Друг разпространител на идеите на комунизма става Ганчо Кошовски, завърнал се от САЩ през 1910 г.
Във войните за национално обединение – Балканските (1912 – 1913) и Първата световна (1915 – 1918), ветовчани дават общо към 101 жертви.
ТКЗС във Ветово е създадено на 13 август 1945 г. На 4 септември 1974 г. селото е обявено за град.
През 1980 г. в града се провежда национален събор по народни борби.

## Кметове на Ветово
- Молла Сали и Амиш ага (? – 1878 г.)
- Делибишоолу (1880 – ?)
- Иван Пинтев (? – 1894 г.)
- Велко Дачев Тишев (1894 – ?)
- Велко Дачев Тишев (1902 – 1903 г.)
- Иван Пинтев (1903 – ?)
- Алиш М. Ефендиев (? – 1910 г.)
- Руси Минчев Заев (1918 – 1924 г.)
- Иван Христов Попов (1920/1921 г.)
- Тома Томов (1924 – 1925 г.)
- Димитър Н. Владов (1937 – 1938 г.)
- Петко Цветков Цветков (1938 – 1941 г.)
- Неделчо Томов (1941 – 1944 г.)
- Тодор Великов Митков (1945 – 1947 г.)
- Христо Далев Ковачев (1948 – 1951 г.)
- Георги Кръстев Чобанов (1951 – 1952 г.)
- Велико Димитров Ахмаков (1952 – 1961 г.)
- Петър Великов Папурлиев (1961 – 1964 г.)
- Васил Иванов Кънев (1964 – 1966 г.)
- Василка Николаева Тончева (1966 – 1970 г.)
- Ангел Драганов Славов (1970 – 1979 г.)
- Мартин Цвятков Петров (1979 – 1988 г.)
- Иван Андреев Христов / Исмаил Абтулов Хасанов (1988 – 1990 г.)
- инж. Петко Иванов Ахмаков (1990 – 1995 г.)
- инж. Георги Александров Георгиев (1995 – 2005 г.) – 3 мандата (1995 – 1999, 1999 – 2003, 2003 – 2005)
- д-р Рейхан Хабил (2005 – 2011 г.) – 2 мандата (2005 – 2007, 2007 – 2011)
- инж. Георги Александров Георгиев – 2 мандата (2011 – 2015, 2015 – 2019 г.)
- д-р Мехмед Мехмед (2019 – )

## Забележителности
Във Ветово има църква, 2 джамии и месджит (джамия).
По поречието на Бели Лом към местността Башака се намира скален манастир от времето на Второто българско царство. На излизане от Ветово по посока гр. Глоджево (след т. нар. Ува или Букурещка махала) се намира Райчов камък.

## Редовни събития
Всяка година, през първата седмица на септември, на градския стадион се провежда честване на празника на общината. Едно от интересните събития в програмата са борбите/калните борби.
В средата на месец се провежда ежегоден татарски събор.

## Личности
- Станчо Андреев (ок. 1877 – 1965), общественик, народен представител в V велико народно събрание (1911), издигнат от БЗНС
- Христо Георгиев Вишанов (1937 – 1959), български автор и поет
- Георги Александров Георгиев (р. 1954), военен летец, 5 мандата кмет на община Ветово
- д-р Ибрям Халилов Караманов (р. 1953), ветеринарен лекар и народен представител в IX народно събрание (1986 – 1990)
- Димитър Христов Ковачев (1927 – 1986), български поет и белетрист
- Велико Иванов Пенчев (1934 - 2021 г.), полковник от запаса, летец – пилот 1-ви клас, преминал през всички команди длъжности на ВВВУ „Георги Бенковски“, с 6000 часа нальот
- д-р Андриан Иванов Райков (р. 1972), ветеринарен лекар и народен представител в XLIV народно събрание.

д-р. Димитър Даскалов, лекар и военен летец, защитил София от вражеските бомбардировки през 1943-1944 г.